# Harun Al Rašid
Abu Džafar Harun ibn Mohamed ar-Rašid (arabsko أَبُو جَعْفَر هَارُون ٱبْنِ مُحَمَّد ٱلْمَهْدِيّ, prečrkovano Abū Ja'far Hārūn ibn Muḥammad al-Mahdī) ali enostavno Harun ibn al-Mahdi (arabsko هَارُون ٱبْنِ ٱلْمَهْدِيّ, prečrkovano Hārūn ar-Rashīd) je bil peti kalif Abasidskega kalifata, ki je vladal od septembra 786 do svoje smrti, * okoli 763 ali 766, † 24. marec 809.
Njegova vladavina tradicionalno velja za začetek islamske zlate dobe. Njegov vzdevek al-Rašid se prevaja kot "Pravični", " Pokončni " ali "Pravično vodeni". 
Harun je v Bagdadu v današnjem Iraku ustanovil legendarno knjižnico Bajt al-Hikma ("Hiša modrosti"). Med njegovo vladavino je Bagdad začel cveteti kot svetovno središče znanja, kulture in trgovine. Med njegovo vladavino je družina Barmakidov, ki je igrala odločilno vlogo pri ustanovitvi Abasidskega kalifata, začela upadati. Leta 796 je svoj dvor in vlado preselil v al-Rako v današnji Siriji. V kalifatu je izvajal politiko, podobno politiki njegovega očeta al-Mahdija. Osvobodil je številne Omajade in Alide, ki jih je aretiral njegov brat al-Hadi, in razglasil amnestijo za vse politične skupine Kurejšev. Med njegovo vladavino so izbruhnile obsežne sovražnosti z Bizantinskim cesarstvom, sicer pa je Abasidski kalifat v tem času dosegel svoj vrh.
Leta 799 je Harunu ponudila prijateljstvo delegacija Frankov. Harun je odposlancem ob njihovi vrnitvi na dvor Karla Velikega izročil različna darila, vključno z uro, ki so jo Karel Veliki in njegovo spremstvo imeli za urok zaradi zvokov, ki jih je oddajala, in trikov, ki jih je prikazovala ob vsaki polni uri. Deli izmišljene zgodbe Tisoč in ena noč se dogajajo na Harunovem dvoru, nekatere zgodbe pa vključujejo samega Haruna. Harunovo življenje in dvor sta bila predmet tudi številnih drugih zgodb, tako resničnih kot izmišljenih. 

## Zgodnje življenje
Harun je bil rojen v Reju v sedanjem zahodnem Iranu. Datum njegovega rojstva je predmet razprav, različni viri pa navajajo datume od leta 763 do 766. Bil je sin tretjega abasidskega kalifa al-Mahdija (vladal 775–785) in njegove žene al-Hajzuran, močne in neodvisne osebnosti, ki je močno vplivala na državne zadeve v času vladavine svojega moža in sinov. Harun je odraščal in študiral zgodovino, geografijo, retoriko, glasbo, pesništvo in ekonomijo, vendar je večino časa posvetil obvladovanju hadisov in Korana. Kot bodoči mudžahid je bil deležen napredne telesne vzgoje, se ukvarjal z mečevanjem in lokostrelstvom in se izučil vojne umetnosti.
Preden je leta 780 in ponovno leta 782 postal kalif, je Harun že vodil pohode proti tradicionalnemu sovražniku kalifata, Bizantinskemu cesarstvu, ki mu je vladala cesarica Irena. Njegova zadnje odprava proti Bizantincem je bila ogromen podvig in je dosegla celo azijska predmestja Konstantinopla. Po besedah muslimanskega kronista al-Tabarija so Bizantinci izgubili več deset tisoč vojakov, Harun pa je za prenos plena domov najel 20.000 mul. Po vrnitvi v Abasidsko kraljestvo je cena meča zaradi ogromne ponudbe padla na en dirham, cena konja pa na en zlati bizantinski dinar.
Harunovi napadi na Bizantince so dvignili njegovo politično podobo. Po vrnitvi domov je prejel lakab al-Rašid, ki pomeni "Pravično vodeni". Povišan je bil v prestolonaslednika in zaupano mu je bilo upravljanje zahodnih ozemelj cesarstva od Sirije do Azerbajdžana.
Po očetovi smrti leta 785 je postal kalif Harunov brat al-Hadi, vendar je njegova vladavina trajala samo leto in dva meseca. Al-Hadi se je sprl z materjo zaradi njenega velikega vpliva na dvoru. Zgodovinar al-Tabari omenja različne opise al-Hadijeve smrti, med njimi čir na želodcu in atentat, ki naj bi ga organizirala njegova lastna mati.

## Kalif
V noči al-Hadijeve smrti je al-Hajzuran osvobodila Jahjo ibn Halida iz zapora in mu ukazala, naj vojski izplača plačo in guvernerjem pošlje pisma, naj prisežejo zvestobo Harunu al-Rašidu, sam pa naj ga pripravi za kalifa. Od poveljnika vojske je zahtevala, da priseže zvestobo Harunu, od Džafarja ibn al-Hadija pa, da se javno odpove svojim zahtevam v korist Haruna. Harun je postal kalif leta 786. Svojo vladavino je začel z imenovanjem zelo sposobnih ministrov, ki so dobro opravljali svoje delo vlade in zelo izboljšali položaj prebivalcev. Pod njegovo vladavino  je Bagdad zacvetel v najsijajnejše mesto svojega časa. Z davki, ki so jih plačevali tuji vladarji, je financirali arhitekturo, umetnost in dvorno razkošje. 
Leta 796 je preselil celoten dvor v Rakko ob srednjem Evfratu, kjer je preživel 12 let, to je večino svoje vladavine. Za kadija (sodnika) je imenoval pravnika Mohameda al-Šajbanija, a ga je leta 803 odstavil. Na selitev v Rakko je morda vplivalo več razlogov: bližina bizantinske meje, odlične komunikacijske linije prek Evfrata z Bagdadom in prek reke Balik in Palmire z Damaskom, bogata kmetijska zemljišča in strateška prednost pred morebitnim uporom, ki bi lahko izbruhnil v Siriji in ob srednjem Evfratu. Abul Faradž Al Isfahani v svoji antologiji pesmi opisuje sijajno življenje na Harunovem dvoru. V Rakki sta  odraščala oba dediča, al-Amin in al-Mamun. Kraljevi dvor se je na neki točki preselil v Raj, glavno mesto Horasana, kamor je kalifa spremljal slavni filolog in vodja kufanske šole Al-Kisaj. Al-Šajbani in al-Kisaj sta v Raju umrla istega dne  leta 804. 
Upravljanje celotnega cesarstvaje prepustil svojemu mentorju in dolgoletnemu sodelavcu Jahji bin Halida bin Barmaka. Imenoval ga je za  vezirja s polnimi izvršilnimi pooblastili. Jahja in njegova sinova sta sedemnajst let zvesto služila Rašidu pri vseh nalogah, ki jim jih je zaupal.
Harun je romal v Meko leta 793, 795, 797, 802 in nazadnje leta 803.  
Po šiitskem prepričanju je Harun v Bagdadu zaprl in zastrupil sedmega imama Muso ibn Džafarja. 
Pod Harunom je imelo vsako mesto svoje organe pregona, ki so poleg vzdrževanja reda pregledovali javne trge, izvrševali plačila dolgov in zatirali nezakonite dejavnosti, kot so igre na srečo, oderuštvo in prodaja alkohola.
Harun je bil velik mecen umetnosti in učenosti in je najbolj znan po neprekosljivem sijaju njegovega dvora in življenjskega sloga. Nekatere zgodbe, morda najzgodnejše iz Tisoč in ene noči, so bile navdihnjene z bleščečim bagdadskim dvorom. Lik kralja Šahrijarja, čigar žena Šeherezada pripoveduje zgodbe, je morda temeljil na samem Harunu.

### Svetovalci
Na Haruna je pri upravljanju cesarstva vse do njene smrti leta 789 vplivala njegova močna mati al-Hajzuran. Ko je postal kalif, ji je Harun pustil proste roke in včasih iz spoštovanja do njenih izraženih želja zatajil svoje želje. Hajzuran je delovala kot nadzornik, Harunov vezir  (glavni minister) Jahja ibn Halid, njegova sinova, zlasti Džafar ibn Jahja, in drugi Barmakidi so na splošno nadzorovali državno upravo. Položaj Perzijcev na abasidskem kalifalnem dvoru je dosegel vrhunec prav med al-Rašidovo vladavino.
Barmakidi so bili iranska družina iz Balha, ki je izvirala iz Barmaka, dednega budističnega duhovnika iz Nave Vihare. Slednji se je po arabski osvojitvi Balha spreobrnil v islam  in pod al-Mahdijem postal zelo vplivna oseba. Jahji in njegovima sinovoma je bil zelo naklonjeni do leta 798, ko jih je kalif zaprl in jim zasegel zemljo. Al-Tabari ta dogodek datira v leto 803 in navaja različne razloge zanj: Jahja je vstopil v kalifove prostore brez njegovega dovoljenja, Jahja je nasprotoval Mohamedu ibn al Lajtu, ki je kasneje pridobil Harunovo naklonjenost, in Džafar je osvobodil Jahjo ibn Abdalaha ibn Hasana, ki ga je Harun aretiral. 
Barmakidi so padli v nemilost verjetno zaradi njihovega vedenja, ki ga je Harun ocenil kot nespoštljivega, na primer nenapovedan vstop v njegov dvor in sprejemanja odločitev v državnih zadevah, ne da bi se prej posvetovali z njim. Jahjo Barmaka kot Harunovega glavnega ministra je nasledil al-Fadl ibn al-Rabi. 

### Diplomacija
Tako Einhard kot Notker Jecljavec omenjata odposlance, ki so potovali med dvoroma Haruna in frankovskega kralja Karla Velikega in se zapletali v prijateljske pogovore o dostopu kristjanov do svetih krajev in izmenjavali darila. Notker omenja, da je Karel Veliki Harunu poslal španske konje, pisane frizijske plašče in impresivne lovske pse. Leta 802 je Harun Karlu Velikemu poslal darilo, ki je vsebovalo svilo, medeninaste svečnike, parfum, balzam, slonokoščene šahovske figure, kolosalen šotor z pisanimi zavesami, slona po imenu Abul-Abas in vodno uro, ki je ure označevala tako, da je v skledo spuščala bronaste kroglice, skozi majhna vrata pa je prišel vitez. Vrata so se za njim zaprla. Darila so bila v zahodni Evropi brez primere in so morda vplivala na karolinško umetnost. Izmenjava veleposlaništev je bila posledica dejstva, da sta bila tako Harun kot Karel Veliki zainteresirana za podjarmljenje omajadskih emirjev v Kordovi. Zbližalo ju je tudi skupno sovraštvo do Bizantinskega cesarstva. 
Ko je bila bizantinska cesarica Irena Atenska leta 802 odstavljena, je cesar postal  Nikefor I., ki ni več hotel plačevati davka Harunu, češ da je obveznost veljala samo za Irenino vladavino. Novica o tem je Haruna razjezila in je na hrbtno stran cesarjevega pisma napisal naslednji odgovor:  
"V imenu Boga najbolj usmiljenega, od Amirja al-Muminina Haruna ar-Rašida, poveljnika vernih, Nikeforju, rimskemu psu. Ne boš slišal, ampak videl boš moj odgovor."
Po Harunovih povračilnih pohodih v Anatolijo je bil Nikefor prisiljen skleniti mirovni sporazum s ponižujočimi pogoji. Bizantinci so ravno zaradi Harunovih posebej ostrih povračilnih ukrepov vse do vladavine al-Mamuna  praktično prenehali s kakršnimi koli poskusi spodbujanja kakršnega koli konflikta z Abasidi.
Ar-Rašid je je na Kitajsko poslal svojo delegacijo in sklenil zavezništvo s kitajsko dinastijo Tang. V kitajskih Letopisih Tangov se Harun al-Rašid omenja kot A-lun. Zavezništvo je bilo usmerjeno proti Tibetanskemu cesarstvu..
Ko so diplomati in sli obiskali Haruna v njegovi palači, je bil skrit za zaveso. Noben obiskovalec ali prosilec ni smel spregovoriti prvi ali prekiniti ali nasprotovati kalifu. Od njih se je pričakovalo, da bodo kalifu posvetili svojo skrajno pozornost in skrbno pretehtali svoje odgovore.

### Upori
Harun al-Rašid se je zaradi zgodb iz Tisoč in ene noči spremenil v legendarno osebnost, ki je zakrila njegovo pravo zgodovinsko osebnost. Njegova vladavina je namreč sprožila politični razpad Abasidskega kalifata. Sirijo so naseljevala plemena s simpatijami do Omajadov in ostala zagrizen sovražnik Abasidov, medtem ko je Egipt zaradi slabega upravljanja in samovoljnega obdavčevanja doživljal upore proti Abasidom. Leta 755 so na Iberskem polotoku zavladali Omajadi, v Maroku leta 788 Idrisidi in v Ifrikiji v današnji Tuniziji leta 800 Aglabidi. Nemiri so izbruhnili tudi v Jemnu, Dajlamu, Kermanu, Farsu, Sistanu in Horasanu, medtem ko je  al-Rašid vodil številne pohode proti Bizantincem. 

## Družina
Harunova prva žena Zubaida je bila hči Džafarja, njegovega strica po očetovi strani, in Sasal, njegove tete po materini strani. Poročila sta se leta 781–782 v rezidenci Mohameda bin Sulejmana v Bagdadu. Z njo je imel sina, kalifa al-Amina. Zubaida je umrla leta 831.
Njegova druga žena je bila Gitrifova hči Aziza, pred njim poročena s Sulejmanom ibn Abijem Džafarjem, ki se je od nje ločil.
Tretja žena je bila Gadir, znana tudi kot Amat-al-Aziz, ki je bila prej konkubina njegovega brata al-Hadija. Z njo je imel sina Alija. Umrla je leta 798.
Z Um Mohamed se je poročil novembra ali decembra 803. Um je bila pred tem poročena  z Ibrahimom ibn al-Mahdijem, ki jo je zavrnil. Približno takrat se je poročil tudi z Abaso, hčerko Sulejmana ibn Abi Džafarja.  Žena Žurašija al-Utmanija je bila hči Abdulaha bin Mohameda iz rodbine tretjega rašidunskega kalifa Utmana.
Harunova najzgodnejša znana konkubina je bila Hajlana, sužnja Jahje ibn Halida, ki ga je sama prosila naj jo vzame ostarelemu Jahji. Hajlana je tri leta kasneje umrla. Njeno smrt je Harun globoko objokoval.
Druga konkubina je bila Danamir. Tudi ona je bila prej sužnja Jahje ibn Halida. Šolala se je v Medini in študirala instrumentalno glasbo in petje.
Maradžil je bila Perzijka iz Badhagisa in ena od desetih deklet, ki so jih podarili Harunu. V noči Harunovega vzpona na prestol septembra 786 je rodila sina Abdulaha, bodočega kalifa al-Mamuna. Na porodu je umrla in njenega sina je posvojila Zubaida.
Konkubina Kasif je bila mati Harunovega drugega sina, rojenega konkubini. Kasif je bila tudi mati Harunove najstarejše hčerke Sukajne.
Konkubina Marida je bila Sogdijka, rojena v Kufi. Bila je ena od desetih deklet, ki jih je Harunu predstavila Zubaida. Z njo je imel pet otok, med njimi bodočega kalifa al-Mutasima. Bila je Harunova najljubša konkubina.
Me drugimi priljubljenimi konkubinami so bile Dhat al-Khal, Sir in Dija, ki je kmalu umrla. Dhat al-Khal je bila pevka in je pripadala trgovcu s sužnji Abasahu. Njeno petje je vzbudilo Harunovo pozornost in jo je kupil za ogromno vsoto  70.000 dinarjev.  Dhat al-Khal je bila mati Harunovega sina Abu al-Abasa Mohameda.  Sihr je bila mati Harunovih hčerk Hadidže  in Karib.
Konkubina Inan je bila rojena in pripeljana iz osrednje Arabije. Bila je pesnica in pevka in sužnja Abu Halida al-Natifija. Harunu je rodila sinova, ki sta že kot otroka umrla. Kmalu za njima je umrla tudi ona.
Gadid, znana tudi kot Musafa, je bila mati Harunovih hčera Hamdune in Fatime. Bila je njemu ljuba konkubina. Hčerki so poročili z al-Hadijevima sinovoma Ismailom oziroma Džafarjem.
Konkubina Šikl je bila mati Abu Alija. Al-Rašid jo je kupil skupaj z drugim dekletom po imenu Šadr ali Sukar. Ko je Šadr zanosila in rodila sina Um Abiha, je Šikl postala zavidljiva. Ljubosumje se je stopnjevalo do te mere, da je postalo splošno znano. Kasneje je Šikl sama zanosila in rodila Abu Alija. Sovraštvo med materama se je po njuni smrti preneslo na njuna sinova.
Hilana je bila prej konkubina njegovega brata al-Hadija.
Ena od Harunovih konkubin je bila ujetnica grškega klerika iz Herakleje, ki jo je dobil ob padcu tega mesta leta 806. Še ena, ki mu jo je podarila  Zubaida, je bila ena od njenih osebnih služabnic, ki je bila Harunu všeč. Polbrat, ki je bil med letoma 795 in 797 guverner Egipta, mu je poslal egiptovsko služkinjo, ki si je takoj pridobila kalifovo naklonjenost. Razen njih je imel še veliko drugih konkubin, s katerimi je imel več otrok.

## Smrt
V Samarkandu se je na začetku 9. stoletja začel velik upor pod vodstvom Rafija ibn al-Lajta, ki je Haruna al-Rašida prisilil, da se je preselil v Horasan. Najprej je odstranil in aretiral vojaškega poveljnika Alija bin Iso bin Mahana, a se je upor kljub temu nekontrolirano nadaljeval. Na Alijevo mesto je imenoval Harthama ibn Ajana, leta 808 pa se je sam odpravil proti vzhodu, da bi se spopadel z upornikom Rafijem ibn al-Lajtom, a je marca 809 v Tusu zbolel in umrl. Pokopan je bil v Dar al-Imarahu, poletni palači Humajda ibn Kahtabe, abasidskega guvernerja Horasana. Palača Dar al-Imarah je postala znana kot Harunov mavzolej. Kraj sam je kasneje postal znan kot Mašhad (Kraj mučeništva) zaradi mučeništva imama al-Ride leta 818.

## Zapuščina
Al-Rašid je v muslimanski in arabski kulturi postal pomembna osebnost, opisan kot eden najbolj znanih Arabcev v zgodovini. Bil je prednik vseh naslednjih abasidskih kalifov. 